# Chołchło (sielsowiet Chożów)
Chołchło (biał. Хоўхлава, ros. Холхлово) – dawny majątek na Białorusi, w obwodzie mińskim, w rejonie mołodeckim, w sielsowiecie Chożów.
Dobra Chołchło otrzymał Mikołaj II Radziwiłł od Aleksandra Jagiellończyka w 1495 roku. Dobra położone były w końcu XVIII wieku w powiecie mińskim województwa mińskiego. 
W czasach zaborów dobra w gminie Horodek, w powiecie wilejskim, w guberni wileńskiej Imperium Rosyjskiego. W 1865 własność Karnickich.
W latach 1921–1945 folwark a następnie majątek leżał w Polsce, w województwie wileńskim, w powiecie wilejskim, od 1927 roku w powiecie mołodeczańskim, w gminie Gródek.
Według Powszechnego Spisu Ludności z 1921 roku zamieszkiwały tu 34 osoby, 5 było wyznania rzymskokatolickiego, 29 prawosławnego. Jednocześnie 7 mieszkańców zadeklarowało polską, 26 białoruską a 1 inną przynależność narodową. Było tu 7 budynków mieszkalnych. W 1931 w 7 domach zamieszkiwało 65 osób.
Wierni należeli do miejscowej parafii rzymskokatolickiej i prawosławnej. Miejscowość podlegała pod Sąd Grodzki w Rakowie i Okręgowy w Wilnie; właściwy urząd pocztowy mieścił się w Gródku.